# Gabriel Iwanowitsch Golowkin

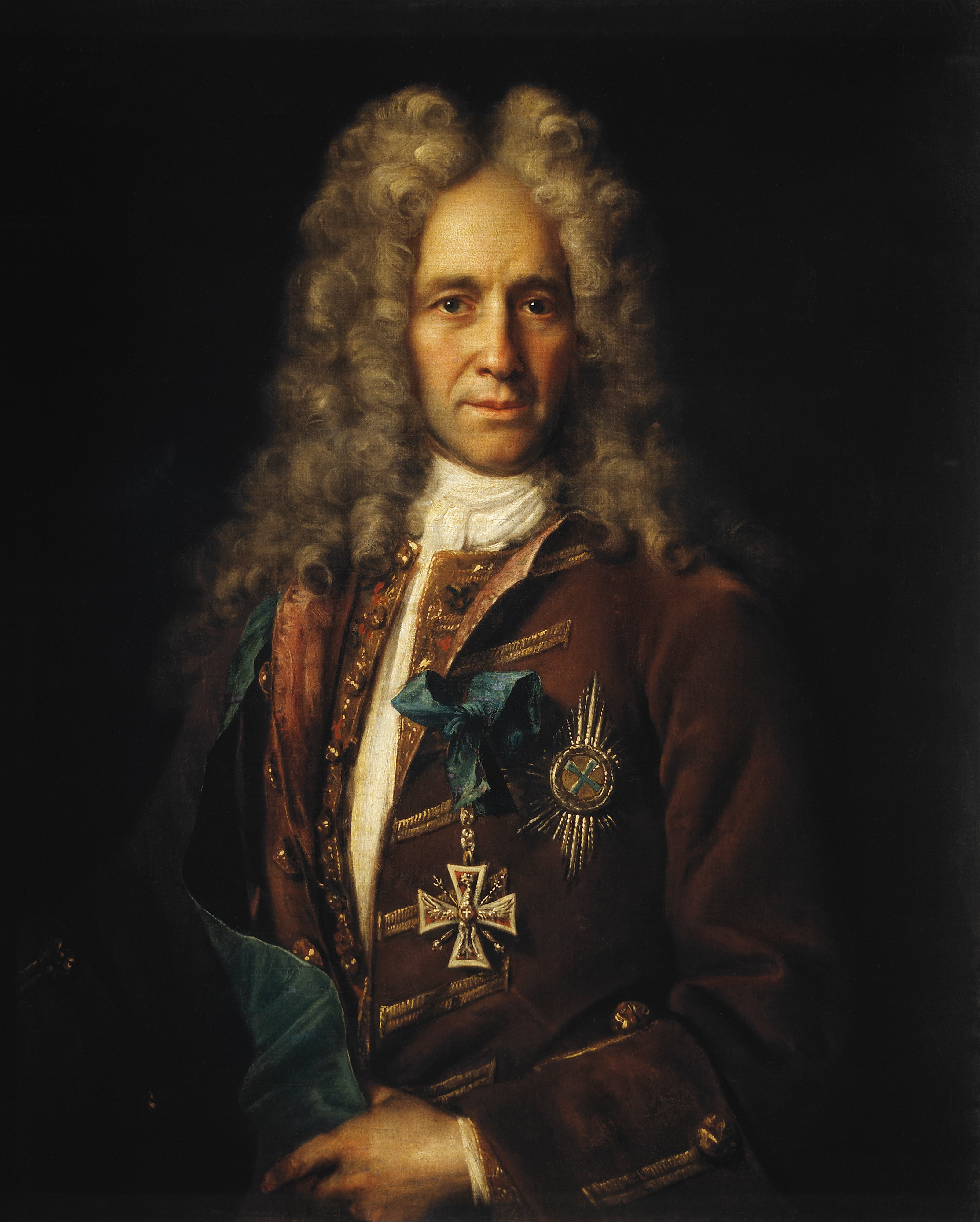
Gabriel Iwanowitsch Golowkin

Graf Gabriel Iwanowitsch Golowkin (russisch Гавриил Иванович Головкин; * 1660; † 25. Juli 1734 in Moskau) war russischer Politiker, Diplomat und Kanzler.

## Leben
Gabriel Iwanowitsch Golowkin wurde 1660 als Sohn des Bojaren Iwan Semionowitsch Golowkin, Landbesitzer im Kreis Aleksin und der Martha Wassiljewna Licharewa geboren und kannte den späteren Zaren Peter I. aus dessen Jugendjahren. So nahm er an dessen Kriegsspielen in Preobraschenskoje und an den Trinkgelagen des sogenannten Allerbetrunkensten Konzils teil. Er begleitete den Zaren auf seiner ersten Europareise und wurde Vizekanzler. Nach dem Tod Golowins 1706 stieg er zum Kanzler auf und war in dieser Eigenschaft Präsident des Kollegiums für Auswärtige Angelegenheiten unter Peter und dessen Nachfolgern.
1707 wurde ihm die Grafenwürde des Heiligen Römischen und 1710 des Russischen Reiches verliehen. 1726 wurde er unter der Regierung der Kaiserin Katharina I. Mitglied des höchsten staatlichen Machtorgans, des Obersten Geheimen Rates (Verchovnyj Tajnyj Sovet). Golowkin war ein magerer und zurückhaltender Mensch, der so geizig gewesen sein soll, dass er beim Betreten seines Hauses seine Perücke aufgehängt haben soll, um nicht unnötig Geld zu verschwenden. Golowkin fiel zuletzt wegen einer Intrige um Natalja Fjodorowna Lopuchina in Ungnade und starb ohne politischen Einfluss am 25. Juli 1734 in Moskau.

## Nachkommen
- Iwan Gawrilowitsch Golowkin (1687–1734)
- Alexander Gawrilowitsch Golowkin (1688–1760); ⚭ Katharina zu Dohna-Ferrassieres
- Natalja Gawrilowna Golowkina (1689–1726); ⚭ Iwan Feodorowitsch Barjatinski
- Anastassija Gawrilowna Golowkina († 1736); ⚭ Nikita Jurjewitsch Trubezkoi
- Anna Gawrilowna Bestuschewa-Rjumina († 1751); ⚭ Pawel Iwanowitsch Jaguschinski
- Michail Gawrilowitsch Golowkin (1699–1754)

## Auszeichnungen
- Ordens des Heiligen Alexander Newski, Ritter
- Orden des Weißen Adlers
- Orden des Heiligen Andreas des Erstberufenen